# Arlette Ambrosi
Pour les articles homonymes, voir Ambrosi.
Arlette Ambrosi est une enseignante française de lettres classiques née en 1915 et morte en 2002. Elle est aussi l'autrice de manuels scolaires.

## Biographie
Fille du général Louis Koeltz, Arlette Koeltz naît le 17 mars 1915 à Nîmes. En 1933, elle est lauréate du concours général de philosophie,. 
Reçue en 1936 au concours de l'École normale supérieure, elle est l'une des 41 élèves féminines avant que le concours ne soit interdit aux femmes en 1940. Liée avec ses condisciples Marie-Claire et Pierre Boutang, elle les accompagne en 1938 lors d'une longue randonnée à travers l'Italie,.
En 1939, elle passe l'agrégation de lettres. Elle enseigne les lettres classiques en classes préparatoires, au lycée Victor-Duruy. En 1941, elle épouse Christian Ambrosi, agrégé d'histoire. Elle publie avec lui un manuel sur l'histoire contemporaine de la France, réédité à sept reprises avec une augmentation progressive de la période couverte,.
Elle aura cinq enfants avec son mari : Marie-Christine (1943), Jean-Louis (1944), Jean-François (1946), Dominique (1947) et Élisabeth (1948).
En 1947, elle est l'autrice de critiques littéraires sur des romans russes, où elle laisse transparaitre sa vision personnelle du « culte du foyer et de la patrie »
Elle meurt le 3 janvier 2002 à Paris.

## Ouvrages
- Avec Christian Ambrosi, La France : 1870-1970, Paris, Masson et Cie, coll. « 1er cycle : histoire : un siècle d'histoire », 1971, 288 p. (BNF 35303796)  — réédité cinq fois.